# Tasmaniomyia viridiventris
Tasmaniomyia viridiventris är en tvåvingeart som först beskrevs av Macquart 1847.  Tasmaniomyia viridiventris ingår i släktet Tasmaniomyia och familjen parasitflugor. Inga underarter finns listade i Catalogue of Life.